# Гражданский и военный орден Римского орла
Гражданский и военный орден Римского орла (итал. l'Ordine Civile e Militare dell'Aquila Romana) — орден Итальянского Королевства (1942—1944) и Республики Сало (1944—1945).

## История

### Орден Итальянского Королевства
Учреждён Декретом Короля Италии Виктора Эммануила III № 172 от 14 марта 1942 года в качестве награды для иностранцев за воинские и гражданские заслуги перед Итальянским Королевством. Учреждён по аналогии с орденом Германского орла (нацистская Германия). Воинский тип награды отличался от гражданского наличием двух скрещенных мечей между лучей креста. Использовалось изображение древнеримского меча — гладиуса. Орден носился на ленте, первоначально на красной с двумя Флагами Италии по краям, а с 24 августа 1942 года, согласно королевскому декрету, заменена на тёмно-бордовую ленту с жёлтыми полосами (4 мм) по краям.
Главой ордена считался Король Италии.
Итальянское Королевство упразднило орден 5 октября 1944 года.

### Орден Итальянской Социальной Республики (Республики Сало)
Учреждён законодательным декретом № 66 от 2 марта 1944 года, подписанным Главой Итальянской Социальной Республики Бенито Муссолини. Республика Сало продолжала награждать орденом до конца апреля 1945 года. Награждались, в основном, офицеры вермахта и СС.
Главой и великим канцлером ордена был Бенито Муссолини (1944—1945 гг.)

### Орден в Итальянской Республике
19 апреля 1997 г. третий сын Бенито Муссолини - Романо Муссолини, ссылаясь на 18 статью Конституция Итальянской Республики, гарантирующую гражданам "право свободно, без особого разрешения, объединяться в организации в целях, не запрещенных частным лицам уголовным законом", объявил о воссоздании ордена, утверждении его статута в новой редакции и создании Магистрального совета ордена Римского орла.
После смерти Романо Муссолини в 2006 г. орден продолжает вручаться от имени Магистрального совета.

## Степени
- Кавалер Большого креста (итал. Cavaliere di Gran Croce)
  - Согласно Королевскому декрету № 1701 от 24 августа 1942 года, степень Кавалеров Большого креста разделена на 2:
    - Кавалер Большого золотого креста (итал. Cavaliere di Gran Croce d'oro)
    - Кавалер Большого серебряного креста (итал. Cavaliere di Gran Croce d'argento)
- Великий офицер (итал. Grande Ufficiale)
- Командор (итал. Commendatore)
- Офицер (итал. Ufficiale)
- Кавалер (итал. Cavaliere)

## Статистика награждений
- Кавалеров Большого золотого креста — 2 человека.
- Кавалеров Большого серебряного креста — 18 человек.
- Великих офицеров — 45 человек.
- Командоров — 92 человека.
- Офицеров — 148 человек.
- Кавалеров — 152 человека.

## Порядок ношения
|                                     |                                      |                   |                  |
| Ленты                               |                                      |                   |                  |
| Medaglia di bronzo Бронзовая медаль | Medaglia d’argento Серебряная медаль | Cavaliere Кавалер | Ufficiale Офицер |

|                       |                                |                                                                       |                                                                |
| Ленты                 |                                |                                                                       |                                                                |
| Commendatore Командор | Grand’ufficiale Великий офицер | Cavaliere di Gran croce d’argento Кавалер Большого серебряного креста | Cavaliere di Gran croce d’oro Кавалер Большого золотого креста |